# Ceutronok
Ceutronok, két ókori népcsoport elnevezése.
1. A nerviusoktól függő belga nép, területük a mai Courtay körül volt.
2. Hegyi lakók Galliában (Gallia Narbonensisben), a mai Isara felső folyása mentén. Híresek voltak túrókészítésükről.
A kéziratokban centronok néven is előfordulnak, Julius Caesar írt róluk a „De bello Gallico” című munkájában.